# Samuele Porro
Samuele Porro (* 15. Mai 1988 in Como) ist ein italienischer Mountainbiker, der sich auf den MTB-Marathon spezialisiert hat.

## Sportlicher Werdegang
Seine Karriere im Mountainbikesport begann Porro im olympischen Cross-Country XCO, ohne nennenswerte Erfolge zu erzielen. In der Saison 2014 wechselte Porro zum Mountainbike-Marathon XCM und gewann erstmals die Italienischen Meisterschaften. Es folgten weitere nationale Meistertitel sowie Siege bei renommierten Marathons wie dem Grand Raid BCVS und Roc d’Azur. Auch bei Cross-Country-Etappenrennen konnte er vordere Platzierungen erzielen, unter anderem Platz 3 beim Absa Cape Epic 2016 und Platz 2 beim Andalucia Bike Race 2017.
In den Jahren 2018 und 2019 sowie zuletzt 2021 wurde Porro dreimal in Folge Zweiter der UEC-Mountainbike-Europameisterschaften im Marathon, 2019 gewann er bei den UCI-Mountainbike-Marathon-Weltmeisterschaften die Bronzemedaille.

## Erfolge
| 2014 - Italienischer Meister – Marathon XCM 2015 - Italienischer Meister – Marathon XCM - La Forestière VTT - Roc Marathon 2017 - Grand Raid BCVS - Epic Tre Cime Di Lavaredo 2018 - Europameisterschaften – Marathon XCM - Italienischer Meister – Marathon XCM - Roc Marathon | 2019 - Weltmeisterschaften – Marathon XCM - Europameisterschaften – Marathon XCM - Italienischer Meister – Marathon XCM 2021 - Europameisterschaften – Marathon XCM - Italienischer Meister – Marathon XCM |